# 金井政明
金井 政明（かない まさあき、1957年10月13日 - ）は日本の実業家。良品計画代表取締役社長を経て、同社代表取締役会長（兼）執行役員。

## 人物・経歴
長野県上水内郡豊野町（現長野市豊野地区）出身。1976年長野県北部高等学校卒業、西友ストアー長野（のちのエス・エス・ブイ、現西友）入社。1993年西友の子会社だった良品計画に転籍。1997年から事業本部商品事業部生活雑貨部長を、2000年からは取締役営業本部生活雑貨部長を務め、生活雑貨の商品開発を行った。2001年常務取締役営業本部長兼MUJI（HONG KONG）CO., LTD.取締役。2003年代表取締役専務取締役兼執行役員商品本部長兼販売本部、宣伝販促室管掌兼MUJI（SINGAPORE）PRIVATE LTD.取締役。2008年から代表取締役社長を務め、2009年からはイデー代表取締役社長を兼務。2015年代表取締役会長。2017年メンバーズ取締役。